# Gypsy (téléfilm)
Pour les articles homonymes, voir Gypsy.
Pour plus de détails, voir Fiche technique et Distribution.
Gypsy est un téléfilm américain réalisé par Emile Ardolino et diffusé en 1993. Bette Midler a remporté le Golden Globe de la meilleure actrice dans un téléfilm pour son rôle dans ce long métrage.

## Synopsis
Ce biopic raconte l'histoire de la strip-teaseuse américaine Gypsy Rose Lee et de Rose, sa mère autoritaire, en s'inspirant des mémoires de l'artiste et de la comédie musicale adaptée du livre. 
Un film avait déjà été réalisé en 1962 par Mervyn LeRoy sous le titre Gypsy, Vénus de Broadway.

## Fiche technique
- Titre original : Gypsy
- Réalisation : Emile Ardolino
- Scénario : d'après Gypsy: A Memoir (en) de Gypsy Rose Lee (1957) et Gypsy d'Arthur Laurents (1959)
- Musique : Jule Styne (musique) et Stephen Sondheim (paroles)
- Costumes : Bob Mackie
- Photographie : Ralf D. Bode
- Montage : William Reynolds
- Production : Emile Ardolino (producteur), Bonnie Bruckheimer (en) (productrice déléguée), Cindy Gilmore (productrice), Whitney Green (productrice exécutive), Robert Halmi Sr. (producteur délégué), Neil Meron (en)  (producteur délégué), Bob Weber  (producteur associé) et Craig Zadan  (producteur délégué)
- Sociétés de production : All Girl Productions, RHI Entertainment et Storyline Entertainment
- Société de distribution : Lionsgate Home Entertainment (DVD)
- Pays d’origine :  États-Unis
- Langue originale : anglais
- Format : couleur — 1,33:1 — son Dolby
- Genres : biopic, film musical, comédie dramatique
- Durée : 153 minutes
- Date de diffusion aux États-Unis : 12 décembre 1993 (1re diffusion sur CBS)

## Distribution
- Bette Midler : Rose Thompson Hovick (en)
- Cynthia Gibb : Louise « Gypsy Rose Lee » Hovick
- Elisabeth Moss : Louise (enfant)
- Peter Riegert : Herbie Sommers
- Jennifer Rae Beck : June Hovick
- Lacey Chabert : June (enfant)
- Edward Asner : Pop
- Linda Hart (en) : Mme Mazeppa
- Anna McNeely : Mme Electra
- Christine Ebersole : Tessie Tura
- Michael Jeter : M. Goldstone
- Andrea Martin : Mme Cratchitt
- Jeffrey Broadhurst :Tulsa
- Tony Shalhoub : Oncle Jocko
- Keene Curtis : M. Kringelien
- Spencer Liff : Clarence
- Rachel Sweet (en) : Agnes / Amanda
- Peter Lockyer (en) : Yonkers
- Michael Moore : L. A.
- Patrick Boyd : Kansas
- Terry Lindholm : Flagstaff